# Baibars I
Baibars I (1221 sau 1223 – 1 iulie 1277, Damasc), pe numele său complet al-Malik al-Zahir Rukn al-duniya wa-d-Din Baybars al-Bundukdari al-Salih (în arabă: الملك الظاهر ركن الدين بيبرس البندقداري a fost sultanul mameluc al Egiptului și Siriei, la origine fiind din regiunea Crimeei. Este cunoscut pentru faptele mărețe de arme înregistrate pe parcursul expedițiilor militare în Palestina, Siria, împotriva mongolilor dar și a cruciaților. Deși de origine turcică, mai precis cumană, Baibars este considerat un erou național al cerkezilor.

## Moștenire
Baybars al-Bunduqdari a fost un lider militar influent care a fondat guvernarea mamelucă în Egipt. Acesta a demonstrat a fi un om de stat abil, un strateg iscusit precum și un războinic determinat. Din șirul realizărilor militare ale lui Baybars, se pot enumera cuceriri de teritorii ale cruciaților, ocuparea Siriei și a regiunii Hijaz, raiduri în Armenia Mică (Cilicia) dar și lansarea de expediții în sudul Egiptului spre Sudanul de astăzi. Nu doar viața militară l-a preocupat pe Baybars, acesta a întreprins un număr de reforme administrative, proiecte de infrastructură precum și organizarea unor fundații în scopuri sociale, cu scopul de a conduce reformele lui Baybars.

## Origini
Există o dezbatere pe marginea originii lui Baybars. Versiunea preferată este aceea că s-a născut în Cumania (Dasht-i-Kipchak), la nord de Marea Neagră. Istoricul egiptean de secol XIV, al-Aini, menționa că originile lui Abdullah bin Baybars erau unele turcice. Din cauza invaziei mongolilor, Baybars și familia sa au părăsit Crimeea în 1243, când acesta avea 24 de ani. Cronicile arabe relatează că Baybars s-a refugiat în Vlachia (awalāq) la regele (malik) "A-n-s-khān" (de fapt la Asan, țarul imperiului Vlaho-bulgar) Țarul l-a vândut apoi ca sclav pe Baybars la Alep. Ajunge mai târziu în Damasc dar Baybars nu rămâne sclav pentru mult timp, fiind adoptat de o văduvă înstărită ce vedea în Baybars o asemănare cu fiul ei decedat. Ea îl numește pe tânărul sclav, Baybars, și îi pune la dispoziție întreaga sa avere.
În timpul cât a fost sultan, Baybars trimitea daruri locuitorilor din orașul crimeean Solkat, unde a comisionat construirea unei moschei. Ruinele celei mai vechi moschei din Crimeea, numită câteodată și „moscheea lui Baybars” există și astăzi în Crimeea.

## Ascensiunea spre culmile puterii
Ulterior acestei acomodări Baybars pleacă spre Cairo unde avansează rapid în societatea egipteană, la început comandantul unui regiment mameluc, guvernator într-un număr de provincii, ca într-un final să ajungă în apropierea familiei sultanului al-Salih și a soției acestuia Shajarat al-Durr. Apogeul vieții lui Baybars este reprezentat de asasinarea sultanului egiptean Qutuz, regicid care a pavat drumul fondării statului mameluc. Din acest motiv, s-au scris un număr de lucrări pe marginea vieții fabuloase a lui Baybars.
„După ce a recucerit Alep la începutul lui octombrie 1260 și a respins fără dificultate o contraofensivă a lui Hulegu, mamelucii iau în considerare organizarea unor raiduri punitive împotriva lui Bohemond din Antiohia și Hethum din Armenia, principalii aliați ai mongolilor. Dar în sânul armatei egiptene izbucnește o luptă pentru putere. Baibars ar vrea să se stabilească la Alep, în calitate de guvernator semi-independentș Qutuz, care se teme de ambițiile locotenentului său, refuză. Nu vrea o putere concurentă în Siria. Pentru a pune capăt acestui conflict, sultanul adună armata și își reia drumul spre Egipt. Ajuns la trei zile de mers spre Cairo, acordă soldaților o zi de repaus, pe 23 octombrie, și decide să se ocupe de sportul său favorit, vânătoarea de iepuri, în compania principalilor șefi ai armatei. Are grijă să fie însoțit și de Baibars, de teamă că acesta din urmă să nu profite de absența sa pentru a declanșa o rebeliune. Mica trupă se îndepărtează de tabără. După două ore, se oprește pentru a face o mică pauză. Un emir se apropie de Qutuz și îi ia mâna ca pentru a i-o săruta. În același moment, Baibars își scoate sabia și i-o înfige în spate sultanului, care se prăbușește. Fără a pierde o clipă, cei doi conjurați sar pe cai și se întorc spre tabără în galop. Se prezintă în fața emirului Aqtai, un bătrân ofițer unanim respectat în armată, și îl anunță: „L-am omorât pe Qutuz”. Aqtai care nu pare prea mirat, întreabă: „Care dintre voi l-a omorât cu mâna lui ?” Baibars nu ezită: „Eu !” Bătrânul mameluc se apropie de el și i se înclină pentru a-i aduce un omagiu. Imediat, întreaga armată îl aclamă pe noul sultan.”

## Baybars în mentalul colectiv și literatură
În biografia oficială, scrisă de Muhyi al-Din ibn `Abd al-Zahir, Baybars este prezentat ca un lider infailibil, în ciuda părerii unor alți autori din sec. XIV, ca Shafi ibn Ali, Al-Mansuri și Al-Nuwayri, care au menționat și aspectele tiranice ale domniei lui Baybars. Istorici mameluci, ca Al-Maqrisi, Al-Ayni sau Ibn Taghribirdi îl prezintă pe Baybars ca fiind un orator excelent dar menționează și anumite defecte provenite din excesul de putere. Ibn `Abd al-Zahir, autorul bibliografiei oficiale îl prezintă ca pe un lider și războinic ideal, ignorând se pare evenimente mai obscure care i-ar fi putut păta reputația, povestea lui al-Zahir fiind concentrată în jurul victoriilor militare ale lui Baybars, precum și a pietății acestuia față de islam.
Baybars a condus și campanii sociale nu doar militare, ca cea din 1267 / 665, când în Cairo s-a instituit prohibiția asupra unui număr de vicii.
În numele lui Baybars au fost construite două moschei și o școală (madrasa) la Husayniyya și o moschee mai mare în Cairo, în anul 1273. Nu doar atât, statul mameluc a reconstruit și recondiționat un număr de moschei în Cairo, avariate de cutremurul din 1303.
Povestea lui Baybars a călătorit prin istorie până în timpurile noastre, un film „Sultan Baybars” a fost realizat de regizorul tătar Bulat Mansurov în 1989 și produs de Kazakhfilm Studio.
Tot Baybars este și protagonistul unor romane cu autori englezi ca Robin Young în cărți precum „Secret Brotherhood” (2006) sau „Crusade” (2007).
În încheiere, o copie a Coranului, în 7 volume și scrisă în aur, comisionată de Baybars este prezentă în arhiva „British Library”, printre alte reproduceri faimoase ale textului coranic în onoarea unui personaj important al istoriei, Baybars I, mamelucul.